# Thomas Garnet
Pour les articles homonymes, voir Saint Thomas et Garnet.
Thomas Garnet, né vers 1575 à Southwark (Londres) et mort (exécuté) le 23 juin 1608 à Tyburn (Londres) est un prêtre jésuite anglais. Condamné et exécuté pour sa fidélité à la foi catholique, il est considéré comme martyr par l’Église catholique et canonisé le 25 octobre 1970. 
Liturgiquement, il est commémoré le 23 juin, et le 25 octobre avec les autres saints martyrs d’Angleterre et de Galles. 

## Biographie
Fils de Richard Garnet, membre du Balliol College d'Oxford dont il fut expulsé pour raisons religieuses, Thomas est également le neveu du jésuite Henry Garnet. Après une première scolarisation à Horsham (Sussex), il entre au collège récemment ouvert à Saint-Omer pour les catholiques anglais en exil, puis au séminaire anglais de Valladolid (Espagne) où il est ordonné prêtre, probablement en 1599. Il y fut compagnon d'Andrew White, plus tard fondateur de la mission de Maryland.
À son retour en Angleterre (juillet 1599), il est missionnaire dans le Warwickshire, apportant secours et soutien spirituel et sacerdotal aux catholiques persécutés. Il déclara plus tard : « J’allais de lieu en lieu pour aider les âmes égarées dans l’erreur à revenir à la vraie foi de l’Église catholique ».  Le 29 septembre 1604, Thomas Garnet est admis dans la Compagnie de Jésus par son oncle, Henry Garnet, supérieur des jésuites en Angleterre.
À la suite de la découverte de la conspiration des Poudres (5 novembre 1605), la persécution des catholiques s’intensifie. Des jésuites, dont Henry Garnet et son neveu Thomas, sont soupçonnés d’y avoir participé. Ils sont arrêtés en janvier 1606. Thomas Garnet est emprisonné à la Gatehouse et transféré ensuite à la tour de Londres où il est rigoureusement interrogé par plusieurs, dont Robert Cecil, comte de Salisbury et Secrétaire d'État, qui cherchent à l’incriminer, lui personnellement ainsi que son oncle.
Lorsqu'il est clair que Thomas Garnet n’est pas impliqué dans le complot, il est banni d’Angleterre (juin 1606)  et, avec d’autres prêtres, envoyés sur le continent avec ordre « de ne jamais revenir en Angleterre sous peine de mort ».  Il réside quelque temps au collège anglais de Douai (alors dans les Pays-Bas méridionaux) puis commence son noviciat à Louvain (1er février 1607).  Cinq mois plus tard, considérant que ses souffrances en prison sont preuves suffisantes de force de caractère comme de vocation et stabilité religieuses, ses Supérieurs l’autorisent à prononcer ses premiers vœux.
Vers la mi-1607, Thomas Garnet est de nouveau en Angleterre. À peine cinq ou six semaines plus tard, il est trahi par un prêtre apostat, arrêté et incarcéré à la prison de Gatehouse. Son interrogatoire se passe en présence de l’évêque anglican de Londres, Thomas Ravis, qui le presse d’accepter le serment d’allégeance au roi, imposé à tous ceux (y compris les prêtres) qui ont charge publique dans le royaume. Ce qu’il refuse.
Thomas Garnet est alors transféré à la prison de Newgate. Le 19 juin 1608, à la Old Bailey, il est accusé de « haute trahison » car il s’est fait ordonner prêtre à l’étranger pour rentrer en Angleterre comme prêtre catholique, pour détourner les citoyens du pays de leurs devoirs et loyauté envers le roi d’Angleterre, accusation que Thomas Garnet dément avec véhémence. De plus, il refuse le serment d’allégeance. Déclaré coupable, il est condamné à mort. Quatre jours plus tard, le 23 juin 1608, Thomas Garnet est pendu et écartelé à Tyburn, non sans avoir d’abord déclaré qu' « en effet, il était prêtre et jésuite, et que son seul désir fut de ramener les brebis égarées au troupeau du Christ, sans jamais avoir aucun dessein de trahison ». Il avait environ 33 ans.
Béatifié le 15 décembre 1929 par le pape Pie XI, Thomas Garnet est canonisé le 25 octobre 1970 par Paul VI, avec trente-neuf autres martyrs d'Angleterre et du pays de Galles.